# Storm (groupe norvégien)
Storm est un groupe de folk norvégien. En 1995, le groupe sort son premier et unique album studio, intitulé Nordavind. Cette même année, le groupe se sépare.

## Biographie
Le groupe est formé en 1993 à Oslo par Fenriz du groupe de black metal Darkthrone, ainsi que par Satyr du groupe Satyricon. Ils sont rejoints par la suite par Kari Rueslåtten, du groupe The 3rd and the Mortal, qui assurera le rôle de vocaliste principale.
En 1995, le groupe sort son premier et unique album studio, intitulé Nordavind. L'album est publié sous le label Moonfog Productions, label géré par Satyr,,. Les membres du groupe se sépareront au cours de la même année et le groupe cessera toute activité. Kari Rueslåtten est parti pour faire un projet solo, tandis que Fenriz et Satyr poursuivront leurs propres projets musicaux.

## Membres
- Kari Rueslåtten - chant
- Satyr - guitare, basse, claviers, chant
- Fenriz - batterie, chant

## Discographie
- 1995 : Nordavind